# Чудеса техники (мультфильм)
«Чудеса техники» — советский рисованный мультипликационный фильм 1986 года, выпущенный киностудией «Союзмультфильм». Последний фильм, снятый режиссёром Романом Качановым.

## Сюжет
Сюжет мультфильма разворачивается в мире, где обычные люди 1980-х годов сосуществуют с фантастическими бытовыми приборами-роботами и компьютерами.
Школьница Таня сидит дома и решает задачу по математике. Однако ответ оказался неправильным. На улице, под окном квартиры, её ждёт одноклассник Дима. Он вырывает из своей тетради листок с решённой задачей, складывает из него бумажного голубя и бросает его в открытую форточку квартиры девочки, но её бабушка прогоняет бумажную «птицу». Таня кидается к своей бабушке за помощью, та её успокаивает, говоря, что у неё ещё есть время решить, и уходит на работу, предупредив внучку об опоздании. Таня начала решать задачу заново, однако ей мешает робот, несколько раз говорящий: «Приятного аппетита!» и подающий ей блины со сметаной и чаем. Сметана попала Тане в тетрадь, чем Таня недовольна.
В следующей сцене Таня и Дима идут на уроки. После уроков Таня и Дима идут на стадион «Пионер», где Таня сумела забить гол. После стадиона дети идут в научный институт, где работает бабушка Тани. По дороге им попался магазин «Школьник», где они увидели роботов в виде велосипедиста и ученицы, делающей уроки. Дети решили, что эти роботы помогут сделать уроки. Таня попросила электрика сделать быстрее, но тот сказал, что так нельзя, и уходит. Когда электрик ушёл, Таня включила рубильник на полную мощность, и робот-велосипедист выехал из магазина, взял портфели Тани и Димы и повёз их в научный институт Таниной бабушки. Дети побежали от этого робота как можно быстрее. Они спрятались в телефонной будке, и им это удалось. Вскоре дети прибегают в научный институт, где Танина бабушка прядёт, тогда как у других научные споры. Вскоре в научный институт прибывает робот-велосипедист из магазина «Школьник» вместе с портфелями Тани и Димы. Он ехал с такой скоростью, что упал с велосипеда, и его сдали в ремонт. Дети было ушли домой, но у Тани появилась мысль загрузить в ЭВМ содержимое своих портфелей, надеясь, что уроки за них приготовит машина. Когда Танина бабушка ушла домой, заметив по дороге футбольный мяч Димы, детям стоило нажать одну кнопку, и тут на экране появилась взлетающая ракета. Стоило им нажать другую кнопку, и тут же сработала система пожаротушения. Тогда дети включают робота-мусорное ведро, помощника Таниной бабушки. Он показывает кнопку, которую нужно нажать, и отсек, куда нужно бросать всё содержимое портфелей. Вместо ответов на задания компьютер генерирует детям целую стаю бумажных голубей, которые вылетают в открытое окно. «Это не та кнопка…» — извиняется перед детьми робот. Таня обижается на него: «А говорил, всё знаю!». А стая белых бумажных голубей выстраивается в небе птичьим клином и улетает вдаль…
В конце мультфильма Таня и Дима наблюдают за удаляющейся стаей бумажных голубей. К ребятам подходит бабушка Тани, и между ними происходит диалог, заглушённый композицией титров. В титрах звучит песня «Летит бумажный голубь».

## Съёмочная группа
- автор сценария и текста песни — Роман Качанов-мл. (псевдоним Р. Губин)
- кинорежиссёр — Роман Качанов
- художник-постановщик — Александр Гурьев
- кинооператор — Кабул Расулов
- композитор — Владимир Шаинский
- звукооператор — Владимир Кутузов
- художники-мультипликаторы: Антонина Алёшина, Ольга Орлова, Марина Восканьянц, Александр Панов, Галина Зеброва, Марина Рогова
- художники: Инна Заруба, Николай Митрохин, Ирина Лярская, Людмила Бирюкова, Анна Атаманова
- роли озвучивали: 
  - Татьяна Шатилова — Дима,
  - Ольга Громова — Таня,
  - Нина Зорская — Бабушка,
  - Рогволд Суховерко — Робот / Электрик / Профессор
- песню исполняют — Владимир Шаинский, Нина Савичева (в титрах не указаны)
- ассистент режиссёра — Т. Холостова
- монтажёр — Ольга Василенко
- редактор — Наталья Абрамова
- директор съёмочной группы — Лилиана Монахова

## Факты
- Мультфильм «Чудеса техники» был последней режиссёрской работой выдающегося советского мультипликатора Романа Абелевича Качанова. В дальнейшем он не смог продолжать активную творческую деятельность из-за тяжёлой, прогрессирующей болезни, которая, в конечном итоге, привела к смерти режиссёра 4 июля 1993 года.
- Лента «Чудеса техники» стала первой работой в «большом» кино Романа Качанова-младшего, где он выступил автором сценария. На момент написания сценария мультфильма (1984) Качанову-младшему было 17 лет, в дальнейшем он переключился на режиссуру игровых фильмов.